# 内田良
内田 良（うちだ りょう、1976年 - ）は、日本の教育社会学者。名古屋大学教授。放送大学客員教授。
専門は教育社会学や学校リスク学で、教員の過重労働問題や校則問題、部活動の問題など、学校内の問題を中心に研究を行っている。

## 略歴
- 1976年、福井県福井市出身。
- 福井県立高志高等学校卒業。
- 1998年、名古屋大学経済学部卒業。
- 2003年
  - 3月、名古屋大学大学院教育発達科学研究科博士後期課程単位取得満期退学
  - 10月、「「児童虐待」の経験に関する社会学的研究 当事者の援助に向けた基礎視角」で博士（教育学）
- 2006年、愛知教育大学教育学部講師。
- 2011年、名古屋大学大学院教育発達科学研究科教育科学専攻相関教育科学講座准教授[3]。
- 2022年、同教授。放送大学客員教授。

## 主張
- 体育柔道での事故[4]、組体操[5][6]、部活動など学校教育現場における不要なリスクを軽減することを主張。
- 2013年、「大学准教授で教育の専門家。黒髪で難しい話をしたら、みんな『正しい』と思い込む。何だかうさん臭いけど大丈夫か？と疑いながら聞いてほしいんです」との理由で以降は髪の色を金色に染めている[7]。
- 2019年、部活動時間が減少傾向にあることから国の改革の成果と課題を指摘[8]。
- 2021年5月のオンラインイベントで、中学校の部活動で若手教員が使い捨ての駒のように、やったことのない部活顧問を押しつけられている問題について触れていた[9]。

## 主要論文
- 内田良、転落事故 : 学校安全の死角(教育科学編) 愛知教育大学研究報告. 教育科学 56, 165-174, 2007-03-01, NAID 110006425561
- 内田良、体育的部活動時における死亡・負傷事故件数の二次分析試論--「集計」から「分析」へ 愛知教育大学教育実践総合センター紀要 (13), 203-210, 2010-02, NAID 120001907027
- 内田良、学校事故の「リスク」分析 －－実在と認知の乖離に注目して－－ 教育社会学研究 2010年 86巻 p.201-221, doi:10.11151/eds.86.201
- 内田良、柔道事故-武道の必修化は何をもたらすのか-（学校安全の死角(4)) 愛知教育大学研究報告. 教育科学編 59, 131-141, 2010-03-01, NAID 120002061424
- 内田良、柔道事故と頭部外傷 －学校管理下の死亡事例110件からのフィードバック－ 愛知教育大学教育創造開発機構紀要 2011年 1号 p.95-103, hdl:10424/3677, ISSN 2186-0793
- 内田良、保28-019 ラグビー事故 : 学校管理下における死亡事例の実態と特徴(10 保健,一般研究発表抄録) 日本体育学会大会予稿集 第65回(2014) セッションID:28-019, doi:10.20693/jspehss.65.288_3
- 内田良、10保-25-口-01 学校管理下におけるプールの飛び込みによる障害事故の発生実態と事故原因の究明(10 保健,一般研究発表,2020東京オリンピック・パラリンピックと体育・スポーツ科学研究) 日本体育学会大会予稿集 第66回(2015), doi:10.20693/jspehss.66.338_1, doi:10.20693/jspehss.65.310_2
- 内田良、スポーツにケガはつきものか？ 日本体育学会大会予稿集 第67回(2016) p.61_2, doi:10.20693/jspehss.67.61_2
- 内田良、教育 vs. 安全 日本体育学会大会予稿集 第68回(2017) p.16_2, doi:10.20693/jspehss.68.16_2

共著・共同執筆
- 上野加代子、内田良著 『「児童虐待」へのまなざし――社会現象はどう語られるのか』 ソシオロジ 2010年 55巻 2号 p.117-125, doi:10.14959/soshioroji.55.2_117
- 松井敦典、南隆尚、内田良、教28-044 学校水泳に潜在するリスクとその管理 : 安全水泳コンセプト導入の提案(11 体育科教育学,一般研究発表抄録) 日本体育学会大会予稿集 第65回(2014)
- 村田祐樹、内田良、10保-25-口-02 保健体育科教職課程における「スポーツ事故」の取り扱いに関する研究(10 保健,一般研究発表,2020東京オリンピック・パラリンピックと体育・スポーツ科学研究) 日本体育学会大会予稿集 第66回(2015) セッションID: 10-25--02, doi:10.20693/jspehss.66.338_2
- 内田良、村田祐樹、10保-24-口-02 学校管理下における頭頚部障害事故の発生実態 日本体育学会大会予稿集 第67回(2016) p.280_2, doi:10.20693/jspehss.67.280_2

## 著書
- 『「児童虐待」へのまなざし―社会現象はどう語られるか』世界思想社、2009
- 『柔道事故』河出書房新社、2013
- 『教育という病 子どもと先生を苦しめる「教育リスク」』光文社新書 2015
- 『ブラック部活動』 東洋館出版社、2017年7月
- 『学校ハラスメント　暴力・セクハラ・部活動─なぜ教育は「行き過ぎる」か』、朝日新書、2019年
- 『部活動の社会学　学校の文化・教師の働き方』、岩波書店、2021年
- 『学校リスク論』編著、放送大学教育振興会、2022年

### 共編著
- 『教育改革を評価する 犬山市教育委員会の挑戦 検証地方分権化時代の教育改革』苅谷剛彦,安藤理,清水睦美,藤田武志,堀健志,松田洋介,山田哲也共著、岩波ブックレット、岩波書店、2006年
- 『教育改革の社会学 犬山市の挑戦を検証する』苅谷剛彦、堀健志、岩波書店、2011年
- 『ブラック校則 理不尽な苦しみの現実』荻上チキ、東洋館出版社、2018年
- 『教師のブラック残業~「定額働かせ放題」を強いる給特法とは?!』斉藤ひでみ、学陽書房、2018年
- 『みらいの教育 学校現場をブラックからワクワクへ変える (ワクワク対話シリーズ)』苫野一徳、武久出版、2018年
- 『調査報告　学校の部活動と働き方改革　教師の意識と実態から考える』 上地香杜、加藤一晃、野村駿、太田知彩、岩波書店、2018年
- 『「ハッピーな部活」のつくり方』中澤篤史、岩波書店、2019年
- 『迷走する教員の働き方改革　変形労働時間制を考える』斉藤ひでみ、広田照幸、高橋哲、嶋﨑量、岩波書店、2020年
- 『校則改革 理不尽な生徒指導に苦しむ教師たちの挑戦』河﨑仁志、斉藤ひでみ、東洋館出版社、2021年